# Murallas de Cabra
Las murallas de Cabra son una estructura defensiva de la ciudad española de Cabra, en la provincia de Córdoba, comunidad autónoma de Andalucía. Sus orígenes datan del siglo VII a. C., durante el período tartésico, aunque la mayor parte de la zona conservada pertenece a la Edad Media. En 1961 fueron declaradas como Bien de Interés Cultural en la categoría de Monumento y Paisaje Pintoresco.

## Historia

### Tartessos e íberos

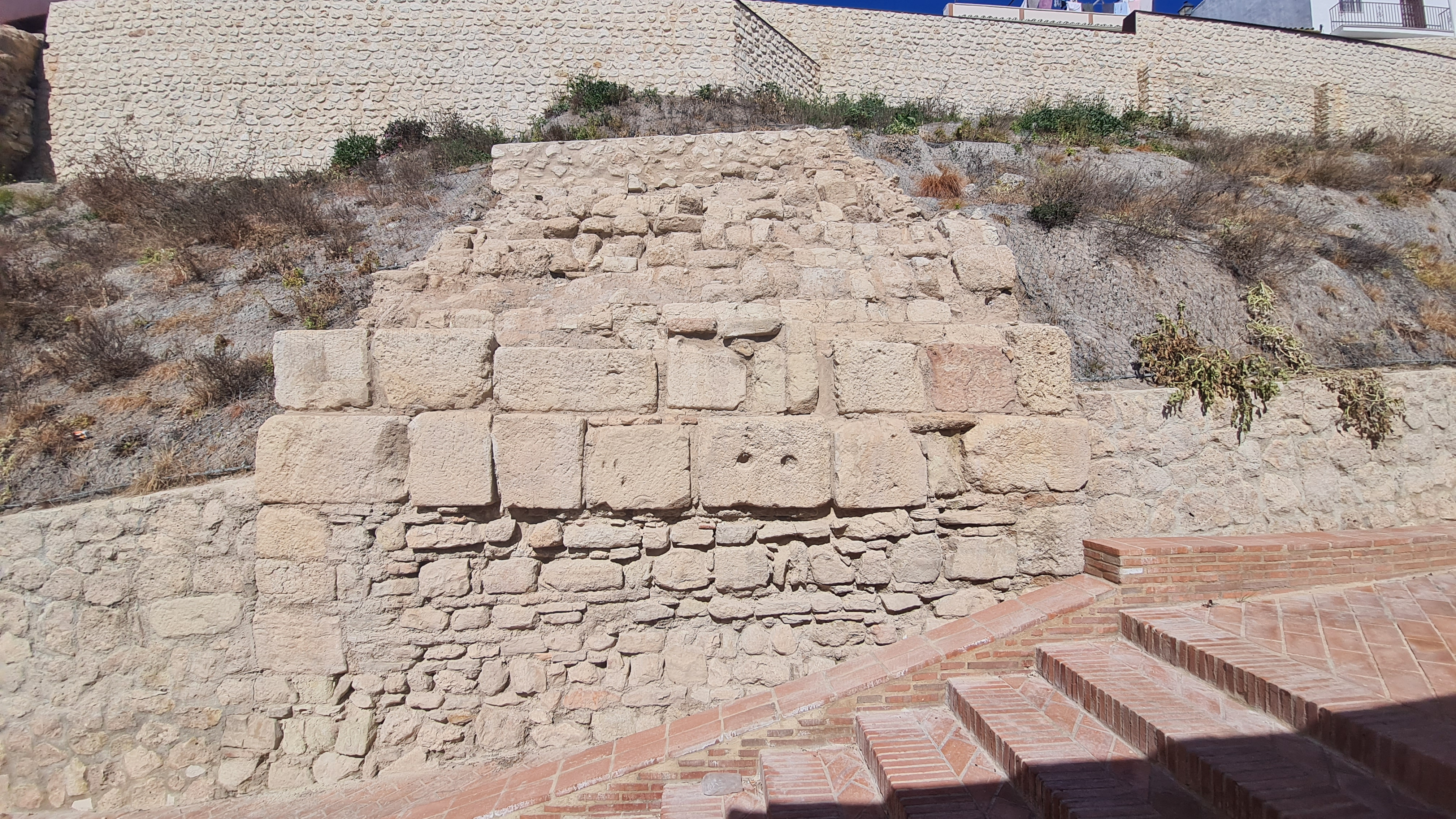
Bloques de sillares antiguos reutilizados en la muralla medieval.

Las excavaciones que se han realizado en esta zona revelaron una fase tartésica perteneciente a los siglos VII y VI antes de Cristo. Se trata de una estructura realizada en mampostería de arenisca amarillenta en la que se encontraban numerosos restos cerámicos, algunos decorados a mano y otros a torno, como ánforas y platos de engobe rojo; lo que permitió datar la ciudad en al menos unos 2.600 años de antigüedad.
Los restos del oppidum íbero pertenecen a los siglos VI y V antes de Cristo. La muralla íbera tenía un paramento externo de sillares ciclópeos unidos sin ningún tipo de argamasa, que tendría una altura aproximada de 2,64 metros. Cabra es la única ciudad en la provincia de Córdoba que conserva una muralla íbera en su casco urbano.

### Antigua Roma
La muralla íbera fue destruida por algún movimiento de tierras o algún acto bélico, por lo que fue reformada posteriormente en época romana, ampliándose y levantándose un muro romano delante del íbero. El espacio entre ambas murallas se rellenó con arcilla triásica que contenían materiales ibéricos y griegos de los siglos V y IV antes de Cristo, y se pavimentó con mármol rojo de Cabra para un paseo de ronda. Solo se descubrió un pequeño tramo de la muralla romana, probablemente porque en el mismo lugar se construyó más tarde la muralla medieval, y con un alzado muy pequeño. Se descubrió un capitel corintio datado de época del emperador Adriano (r. 117-138) y restos de cerámicas campanienses, sigillatas galas e hispanas.

### Medievo

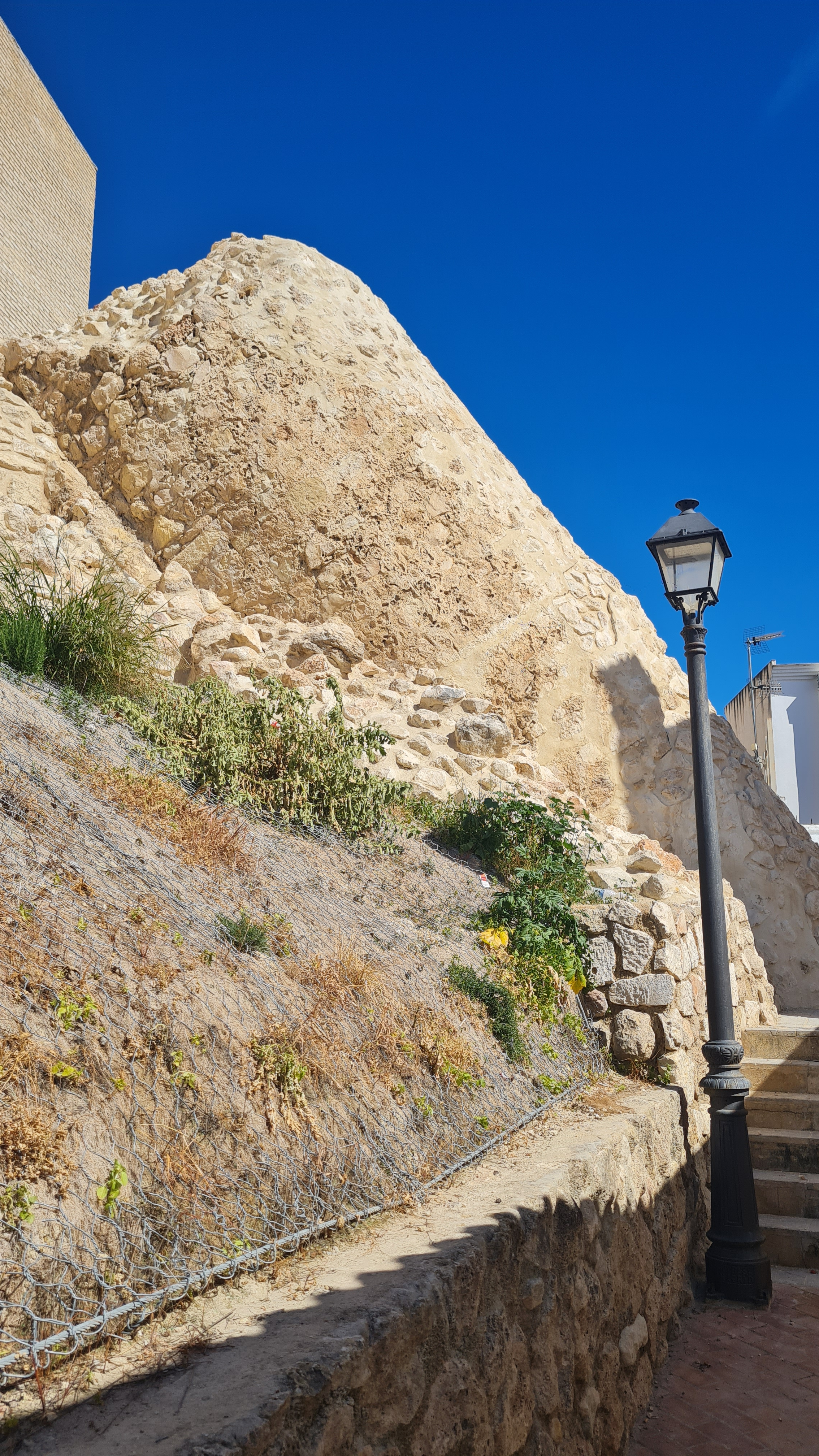
La torre circular se derrumbó debido al terremoto de Málaga de 1680.

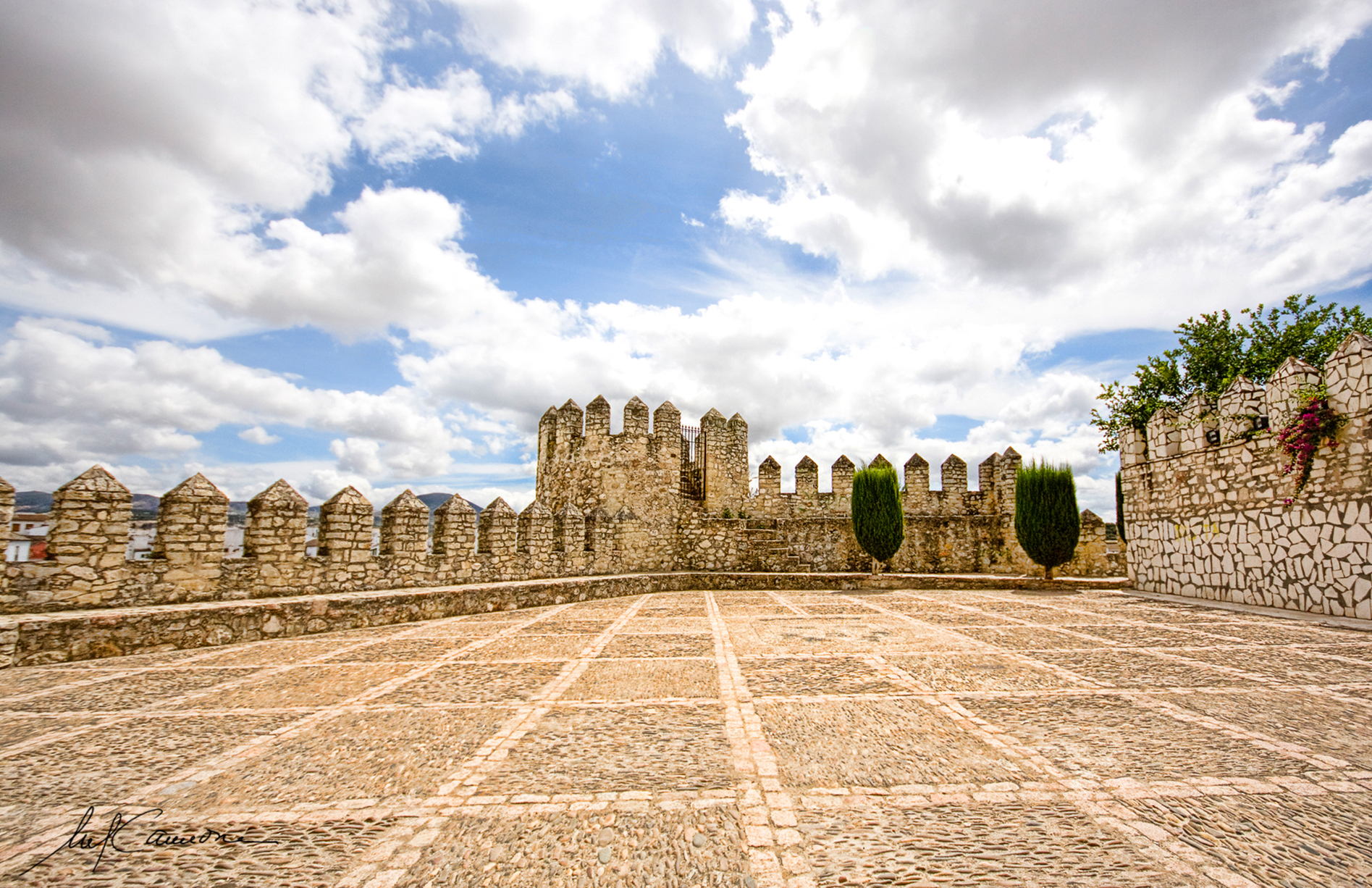
Vista de la parte alta de la muralla

Aunque no se han encontrado restos de la muralla andalusí, sí que han aparecido restos de cerámica del Califato de Córdoba del siglo X y un enterramiento doble de un adulto y de un niño, que no se encontraban mirando hacia La Meca, además de que les faltaban algunos huesos como el cráneo. Es el único enterramiento hallado en la zona, algo inusual, ya que no existe una necrópolis en la muralla.
La parte mejor conservada pertenece a la muralla castellana, comenzando por la torre conservada actualmente frente a la iglesia de la Asunción y Ángeles, y la torre derruida, que cayó durante el terremoto de Málaga de 1680, que probablemente pertenecen a la construcción realizada por la Orden de Calatrava en la segunda mitad del siglo XIII.
En el extremo oriental se hallan los restos de una torre cuadrangular que, aunque muy arrasada, presenta un frente de 5 metros de longitud con un gran aparejo de sillería. Se construyó reutilizando elementos anteriores, como algunos capiteles romanos, además de aprovechar en sus cimientos un muro de mampostería de época andalusí. En el siglo XVI los condes de Cabra construyeron un alambor al oeste de esta torre como protección de la muralla, realizada con mampostería y sillarejos de arenisca.
El 9 de octubre de 1680 se produjo el denominado terremoto de Málaga que afectó a la caída de varios lienzos de muralla e incluso una torre se derrumbó cayendo ladera abajo que todavía se puede observar en la actualidad.

## Recuperación
En los años 2000 y 2002 se acometieron algunas campañas arqueológicas que permitieron datar algunas zonas de la muralla egabrense.

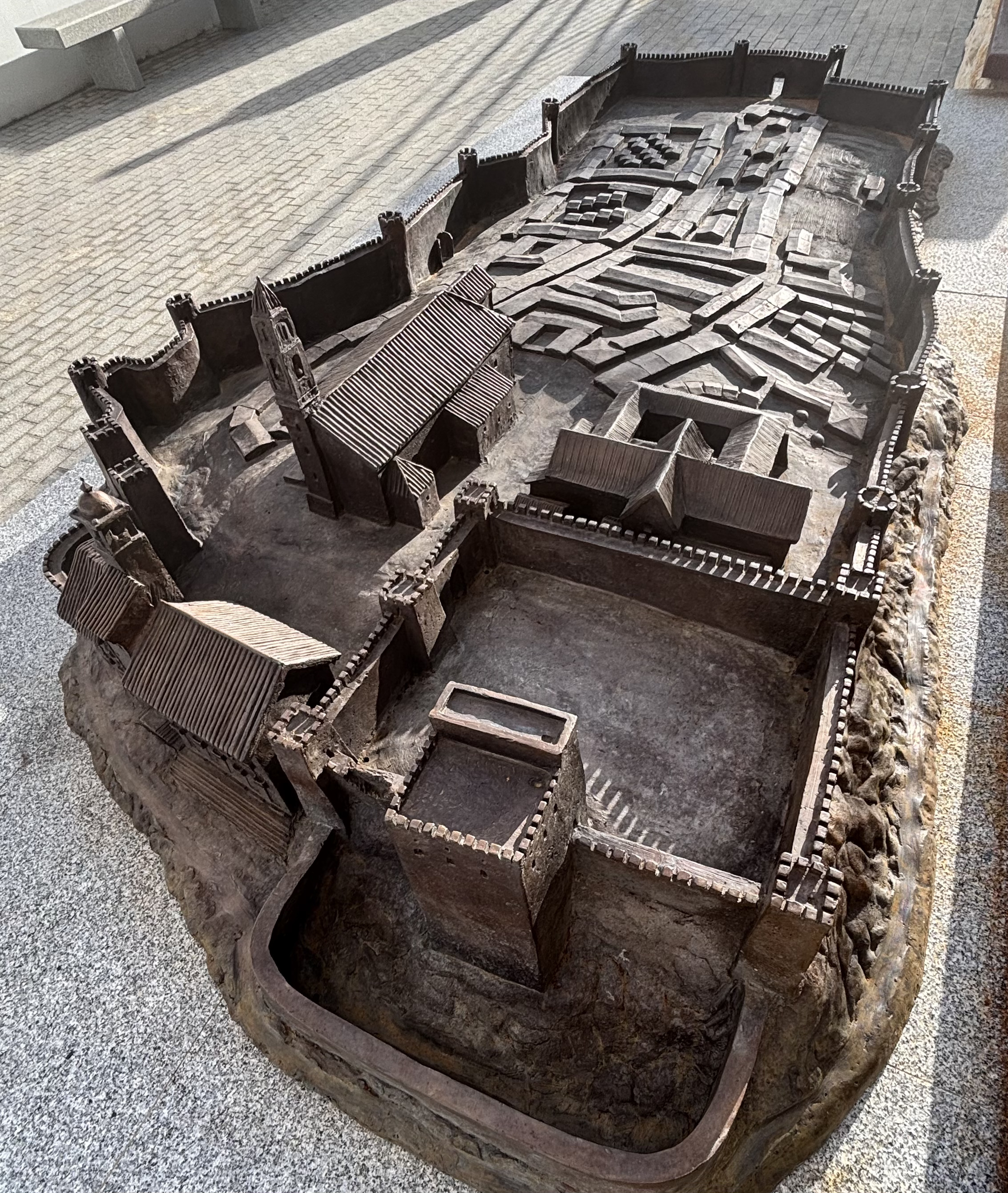
Maqueta de las murallas inaugurada en 2024.

En el año 2015 comenzaron una serie de restauraciones y refuerzos para evitar la caída de sillares hacia las casas ubicadas bajo la muralla. Entre 2015 y 2017 la empresa Tragsa inyectó más de 600 toneladas de cemento en el interior de la muralla para reforzar la estructura con un presupuesto de más de un millón de euros. La segunda fase comenzó en 2020 y finalizó en enero de 2023 con un presupuesto de 1,3 millones de euros, donde se reconstruyeron parte de los lienzos de muralla, se iluminó la zona y además se hallaron dos basas de columnas de época romana.
En octubre de 2024 se rehabilitó una parcela abandonada como la nueva placeta Manuel Osuna Bujalance, sacerdote, con vistas a las murallas y un nuevo acceso a la parte alta, decorada con una fuente, un gran azulejo dedicado al rey castellano Fernando III, quien conquistó la ciudad en 1240, así como una maqueta de las murallas en el siglo XVII y una escultura de un soldado medieval.